# Damir Redzic
Damir Redzic (Pécs, 2003. március 23. –) magyar labdarúgó, a DAC 1904 játékosa.
Édesapja bosnyák, édesanyja magyar származású, a család sokáig a baranyai megyeszékhelyen élt.

## Pályafutása

### Klubcsapatokban
A Harkány SE-ben kezdett futballozni, majd 8 évesen a Kozármislenyhez került. Két évvel később csatlakozott a Pécsi Mecsek FC akadémiájához, szülővárosa klubjához. A pécsi utánpótlás csapataiban eredményesen szerepelt.

#### Ferencváros
2020. augusztus 1-től 2021. augusztus 30-ig a Ferencváros II csapatában folytatta a pályafutását, az NB III-ban. Itt 26 mérkőzésen 10 gólt szerzett.
2021. január 23-án játszotta első bajnoki mérkőzését a Ferencváros első csapatában a Puskás Akadémia FC ellen az NB I 17. fordulójában.

#### DAC
2023 szeptemberétől kölcsönben a szlovák élvonalban szereplő FC DAC 1904 együttesénél folytatta a pályafutását.
2024 júliusában a kölcsön után végleg a DAC-hoz igazolt, 2027. június 30-ig szóló szerződést írt alá. Szeptember 21-én két gólt szerzett a Szakolca ellen 3–1-re megnyert bajnokin.

## Sikerei, díjai

### Klubcsapatokban
Ferencváros
- Magyar bajnok (3): 2020–21, 2021–22,[6] 2022–23[7]

 FC DAC
- Szlovák bajnokság ezüstérmes (1): 2023–24